# Гапешина, Елена Васильевна
Елена Васильевна Гапешина (род. 15 апреля 1996, Армянск, АР Крым) — украинская и российская боксёрша, выступающая в категории до 75 кг. Мастер спорта России (2020), чемпионка мира (2025), чемпионка Европы (2024), серебряный призёр Всероссийской Спартакиады (2022) в любителях.

## Биография
Родилась 15 апреля 1996 года в Армянске. В возрасте 13 лет там же начала заниматься боксом, в секции бокса Виктора Гапешина. Становилась победительницей первенств Украины среди девушек 2011, 2012 и 2013 годов. Являлась призёром чемпионата Европы среди девушек 2012 года в Оренбурге.
В 2014 году поступила в Севастопольский национальный университет ядерной энергии и промышленности. Продолжила тренировки по боксу в севастопольской СДЮСШОР № 4, где её тренером стал Руслан Давиденко. В 2016 году стала серебряным призёром всероссийского турнира класса «А» памяти Андрея Андреева (Краснодар), победительницей открытого чемпионата Крыма, открытого чемпионата Челябинской области и серебряным призёром всероссийского соревнования «Памяти героев Севастополя». В следующем году Гапешина стала победителем в турнире на призы Виктора Агеева и турнире «Памяти героев Севастополя». В 2018 году завоевала бронзу на мемориале Странджа в болгарской Софии. Победительница Спартакиады молодёжи России 2018 года. Победитель Euro Cup 2019 в боснийском Биелине и Кубка Байкала 2019 года в Улан-Удэ. Серебряный призёр Кубка президента Казахстана 2019 года.
30 июня 2020 года Гапешиной было присвоено звание мастера спорта России. Становилась победителем Кубка России (2017), бронзовым призёром чемпионата России (2019) и трижды серебряным призёром чемпионата России (2018, 2020, 2021).
В Чемпионате России по боксу среди женщин 2022 получила серебряную медаль в весовой категории до 75 кг, уступив лишь бронзовой призёрше Чемпионата Европы 2019 года Анастасии Шамоновой.
Решением тренерского штаба в марте 2025 года была включена в состав сборной России для участия в чемпионате мира, который состоится в Сербии с 8 по 17 марта. В финале весовой категории до 70 кг она одержала победу над ирландской Лизой О’Рурк и стала чемпионкой мира. 
Является тренером-преподавателем в центре «физическая культура и спорт» Севастопольского государственного университета.